# Ivar Formo

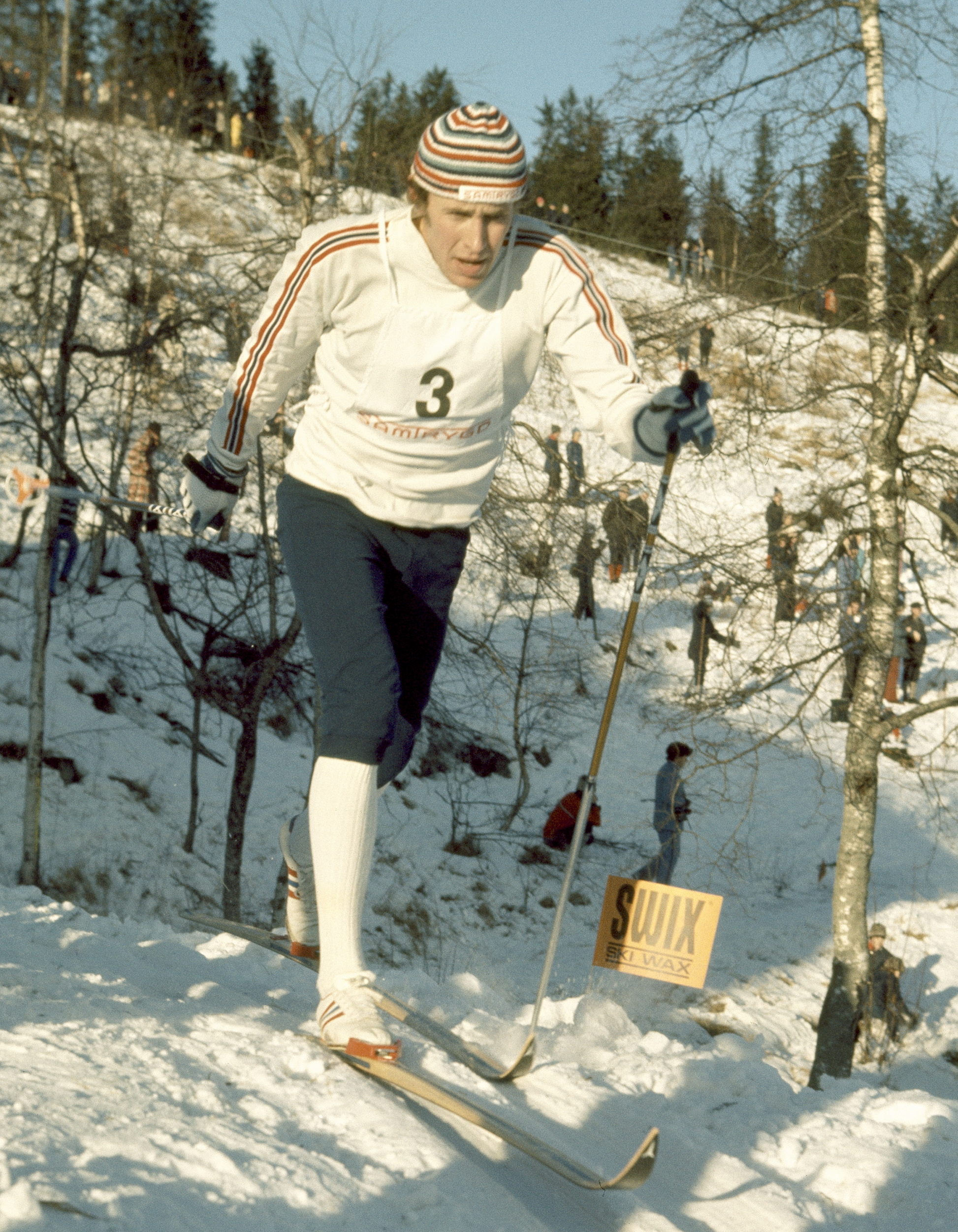
Ivar Formo, 1973

Ivar Formo (24 juni 1951 - 26 december 2006) was een Noorse langlaufer die actief was in de jaren 70. In 1976 won hij de olympische gouden medaille op de 50 km in Innsbruck. Hij won in totaal vier medailles tijdens de Olympische Winterspelen. Formo heeft ook twee bronzen medailles gewonnen tijdens de wereldkampioenschappen op de 4 x 10 km estafette (1974 en 1978).
Hij ontving de Holmenkollen medaille in 1975 (gedeeld met Gerhard Grimmer en Oddvar Brå).
Naast het langlaufen deed hij ook aan oriëntatielopen, in 1974 won hij tijdens het Wereldkampioenschap oriëntatielopen in Silkeborg, Denemarken een bronzen estafette medaille.
Eind 2006 kwam hij op 55-jarige leeftijd tijdens een schaatstocht in de buurt van Oslo om het leven, nadat hij door het ijs was gezakt.

## Resultaten
Olympische Winterspelen
- Gouden medaille (1)
  - 1976 - 50 km - Innsbruck, Oostenrijk
- Zilveren medailles (2)
  - 1972 - 4 x 10 km - Sapporo, Japan
  - 1976 - 4 x 10 km - Innsbruck, Oostenrijk
- Bronzen medaille (1)
  - 1972 - 15 km - Sapporo, Japan

Wereldkampioenschap langlaufen
- Bronzen medailles (2)
  - 1974 - 4 x 10 km - Falun, Zweden
  - 1978 - 4 x 10 km - Lahti, Finland

Wereldkampioenschap oriëntatielopen
- Bronzen medaille (1)
  - 1974 - Estafette - Silkeborg, Denemarken